# Kalwaria Zebrzydowska
Kalwaria Zebrzydowska est une ville de Pologne, située dans le sud du pays, dans la voïvodie de Petite-Pologne. Elle est le chef-lieu de la gmina de Kalwaria Zebrzydowska, dans le powiat de Wadowice. Elle est connue pour son sanctuaire, inscrit au Patrimoine mondial de l'UNESCO.